# Acid 2,4,6-trinitrobenzoic
Acid 2,4,6-trinitrobenzoic, công thức hóa học C6H2(NO3)3COOH, là một chất rắn có tính acid khá mạnh do hiệu ứng hút electron của nhóm nitro có độ âm điện lớn và ảnh hưởng của vòng benzen trong gốc R. Acid 2,4,6-trinitrobenzoic tan được trong nước nhưng độc và có tính nổ do nhóm nitro gây ra. Nóng chảy ở 229 °C 

## Tính chất hoá học
Acid 2,4,6-trinitrobenzoic có khả năng đẩy nhiều acid ra khỏi muối của nó, điển hình là muối của acid carbonic như calci carbonat (đá vôi), kali carbonat (potat):
2C6H2(NO3)3COOH + CaCO3 → Ca[C6H2(NO3)3COO]2 + CO2↑ + H2O
2C6H2(NO3)3COOH + K2CO3 → 2C6H2(NO3)3COOK + CO2↑ + H2O

## Điều chế
Acid 2,4,6-Trinitrobenzoic có thể được điều chế từ trinitrotoluen bằng cách tác dụng với dung dịch kali permanganat ở 80 - 100o và acid sulfuric:
5C6H2(NO3)3CH3 + 6KMnO4 + 9H2SO4 → 5C6H2(NO3)3COOH + 3K2SO4 + 6MnSO4 + 14H2O